# Jan-Michael Vincent
Jan-Michael Vincent (Denver, 15 juli 1944 – Asheville, 10 februari 2019) was een Amerikaans acteur. Hij werd bekend door zijn hoofdrol als helikopterpiloot Stringfellow Hawke in de televisieserie Airwolf.
Vincent overleed op 74-jarige leeftijd aan de gevolgen van een hartstilstand.

## Carrière
Vincent werd in de jaren zestig ontdekt als acteur en begon met kleine rollen in films. Zijn carrière nam eind jaren zestig een grote vlucht toen hij een contract kreeg bij Universal Studios. In 1969 kreeg hij een hoofdrol in de soap The Survivors, maar de serie werd halverwege geannuleerd. In deze tijd acteerde hij in diverse films en series, zoals The Undefeated en twee afleveringen van Bonanza.
In de jaren zeventig werkte Vincent samen met acteurs zoals Charles Bronson, Gary Busey, Candice Bergen en Gene Hackman.
Na de afronding van zijn rol in de miniserie Winds of War in 1983 werd Vincent gecast als Stringfellow Hawke voor de serie Airwolf, waarin hij samen met acteur Ernest Borgnine speelde. Met deze rol werd Vincent het bekendst.
Na Airwolf speelde Vincent in een aantal filmprojecten met een lager budget. In 1997 kreeg hij een kleine bijrol in Nash Bridges en in 1998 een cameo in de indiefilm Buffalo '66.

## Persoonlijk leven
Vincent was drie keer getrouwd. In 1994 legde een rechter hem een contactverbod op wegens vermeende mishandeling, seksueel misbruik en bedreiging van zijn tweede echtgenote. Uit zijn eerste huwelijk had hij een dochter.
In zijn persoonlijk leven kampte Vincent met alcoholmisbruik en drugsgebruik. Voor laatstgenoemd en openbare geweldpleging is hij meermaals gearresteerd.